# Echipă
O echipă este un grup de două sau mai mult de două persoane care interacționează, deliberează și gândesc într-un mod coordonat și cooperant, unite intre ele de intentia atingerii unui obiectiv comun. Un grup în sine (o mulțime) nu constituie neapărat o echipă. Sunt multe diferitele componente care dau conformare conceptului echipă (cum ar fi spre exemplu componenta numită manager, sau componenta denumita agent (impresari). De asemenea, tot echipă constituie și un ansamblu de persoane coordonate și cu intenția obținerii de profit .
Astfel, de exemplu, jucătorii unui club sportiv pot conforma o echipă pentru a practica sportul dorit de ei. În alt registru, persoane directoare din cadrul logisticii de transport pot selecționa echipe de cai, de câini sau de boi în scopul de a transporta mărfuri, etc.
De reținut! Orice echipă este grup, dar nu orice grup este echipă.

## Legături externe
- „echipă” la DEX online